# Chalcoscirtus parvulus
Chalcoscirtus parvulus là một loài nhện trong họ Salticidae.
Loài này thuộc chi Chalcoscirtus. Chalcoscirtus parvulus được Yuri M. Marusik miêu tả năm 1991.